# SNCF BB 16000 sorozat

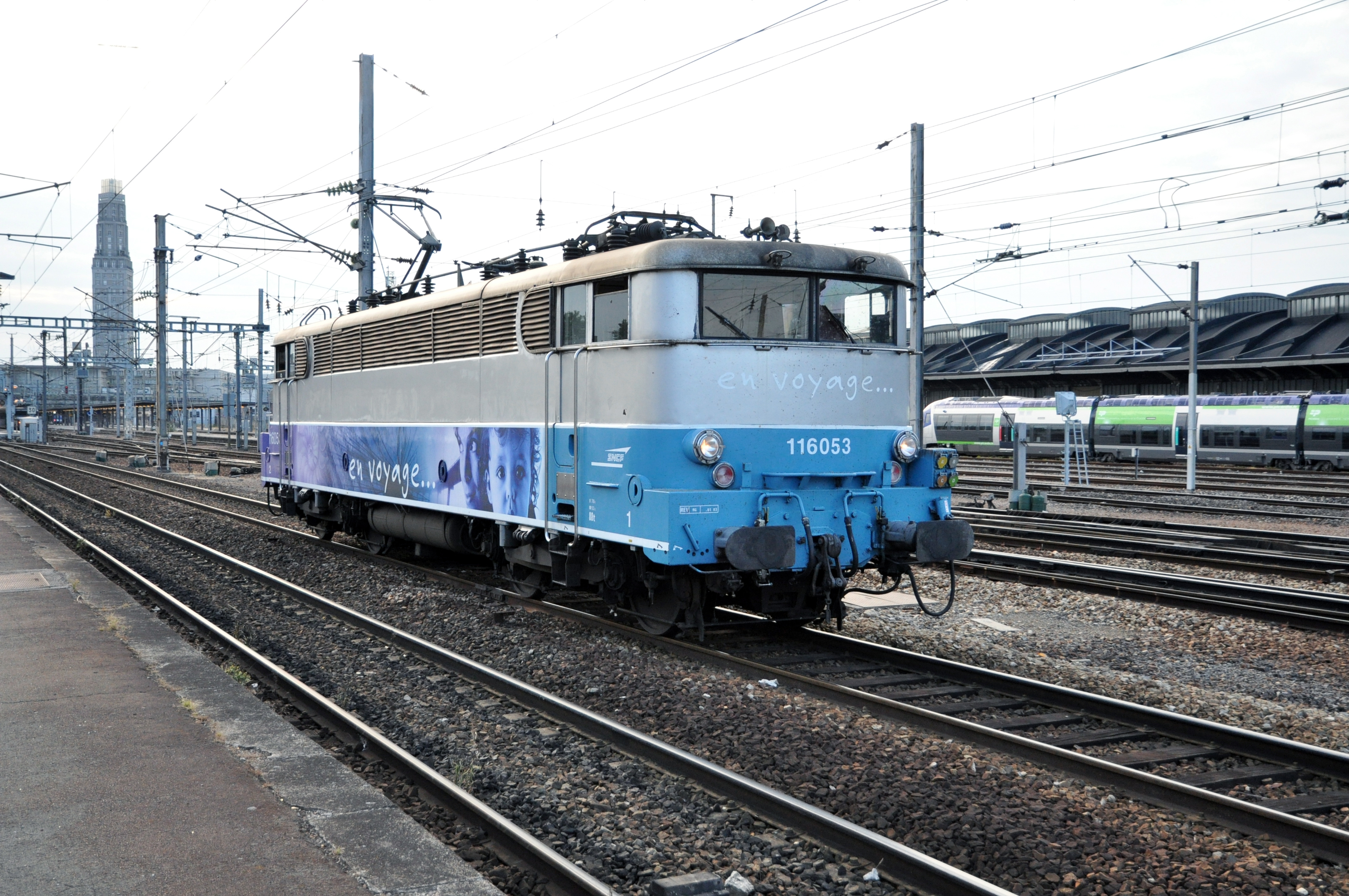
A mozdony már az új színterv szerint

Az SNCF BB 16000 sorozat egy francia Bo'Bo' tengelyelrendezésű villamosmozdony-sorozat. Az SNCF üzemelteti. A Le Matériel de Traction Électrique (MTE) gyártotta 1958 és 1963 között. Összesen 62 db készült a sorozatból.

## Leírása
Ezt a 62 mozdonyból álló sorozatot 1958-ban rendelték meg, hogy a keleti hálózatot 160 km/h sebességgel közlekedő, 25 kV 50 Hz egyfázisú felsővezetékkel működő nagysebességű mozdonyokkal szereljék fel. Ezek a mozdonyok a BB Jacquemin névre keresztelt nagy mozdonycsalád tagjai, amelynek első verziói az SNCF BB 9200 sorozat tagjai voltak, amelyeket 1,5 kV-os egyenáramú üzemre gyártottak, és a BB 9001-9002 és BB 9003–9004 prototípus sorozaton végzett sebességtesztek eredményeit felhasználva fejlesztettek ki.
A BB 16000 fejlesztése során 240 km/h sebességgel végzett tesztfutásokat hajtottak végre az AM 11 egykaros áramszedők viselkedésének ellenőrzése érdekében.

## Kialakítása
Az elektromos berendezések közvetlenül a Jacquemin koncepciót alkalmazó első gépekből, az SNCF BB 12000 sorozatból származnak: 25 kV / 15 kV autotranszformátor, segédtranszformátor és vontatómotor-transzformátor, gyújtócsöves ignitronos egyenirányítók, amelyeket később szilícium-diódákkal váltottak fel, valamint simítófojtók; a négy vontatómotor induktorain söntellenállások; továbbá egy Arno-rendszerű háromfázisú átalakító a fedélzeti fogyasztók („hotel load”) ellátására. Az érdekes fejlesztés a BB 12000-eseken használt mechanikus vezérműtengely-vezérlők Jeumont-Heidmann szervomotorokkal való felváltását érinti. Az első 34 BB 16000-es ideiglenes tartóval rendelkezett az AM 11 egykaros áramszedőhöz, hasonlóan a BB 9400-asra szerelthez, azzal a különbséggel, hogy a szigetelők eltérőek az egyfázisú gépek esetében. A BB 16035-től kezdve az új, megerősített tartót szerelték be, amelyet a BB 16500-asoknál is használtak.
A BB 16001-től 51-ig szállított mozdonyok karosszériája hasonló volt az első 21 BB 9200-as mozdonyokéhoz, rövid lamellákkal. A BB 16052-től kezdve a lamellákat meghosszabbították. A két al-sorozat között voltak kisebb különbségek a súly és az elektromos berendezések tekintetében.
A BB 16012 további szellőzőrácsokkal rendelkezett, amelyeket ideiglenesen szereltek be az új szilícium-dióda egyenirányító blokkok tesztelésére. Ezeket a tesztek befejezése után is megtartották.
A BB 16050 volt az egyetlen ingavonati felszereléssel ellátott tag a Corailnek kiosztott sorozatban, amely soha nem viselte a Corail festést. A vezérlőkábelekkel és berendezésekkel még az 1970-es évek közepén szerelték fel, amikor még a zöld festést viselte, amelyet megtartott.
A sorozat 15 tagját átalakították SNCF BB 16100 sorozattá, hogy VB2N szerelvényeket ingavonati üzemmódban üzemeltessenek.